# 解放路街道 (马鞍山市)
解放路街道，是中华人民共和国安徽省马鞍山市花山区下辖的一个乡镇级行政单位。

## 行政区划
解放路街道下辖以下地区：
阌家山社区、东苑社区、矿院社区、马向社区、王家山社区、花果山社区、青松社区和西湖花园社区。